# Mimas typica-punctata
Mimas typica-punctata är en fjärilsart som beskrevs av Barend J. Lempke 1959. Mimas typica-punctata ingår i släktet Mimas och familjen svärmare. Inga underarter finns listade i Catalogue of Life.